# Fastfood Theater
Das Fastfood Theater (Eigenschreibweise: fastfood theater) ist eine deutsche Improvisationstheater-Gruppe aus München.

## Über das Theater

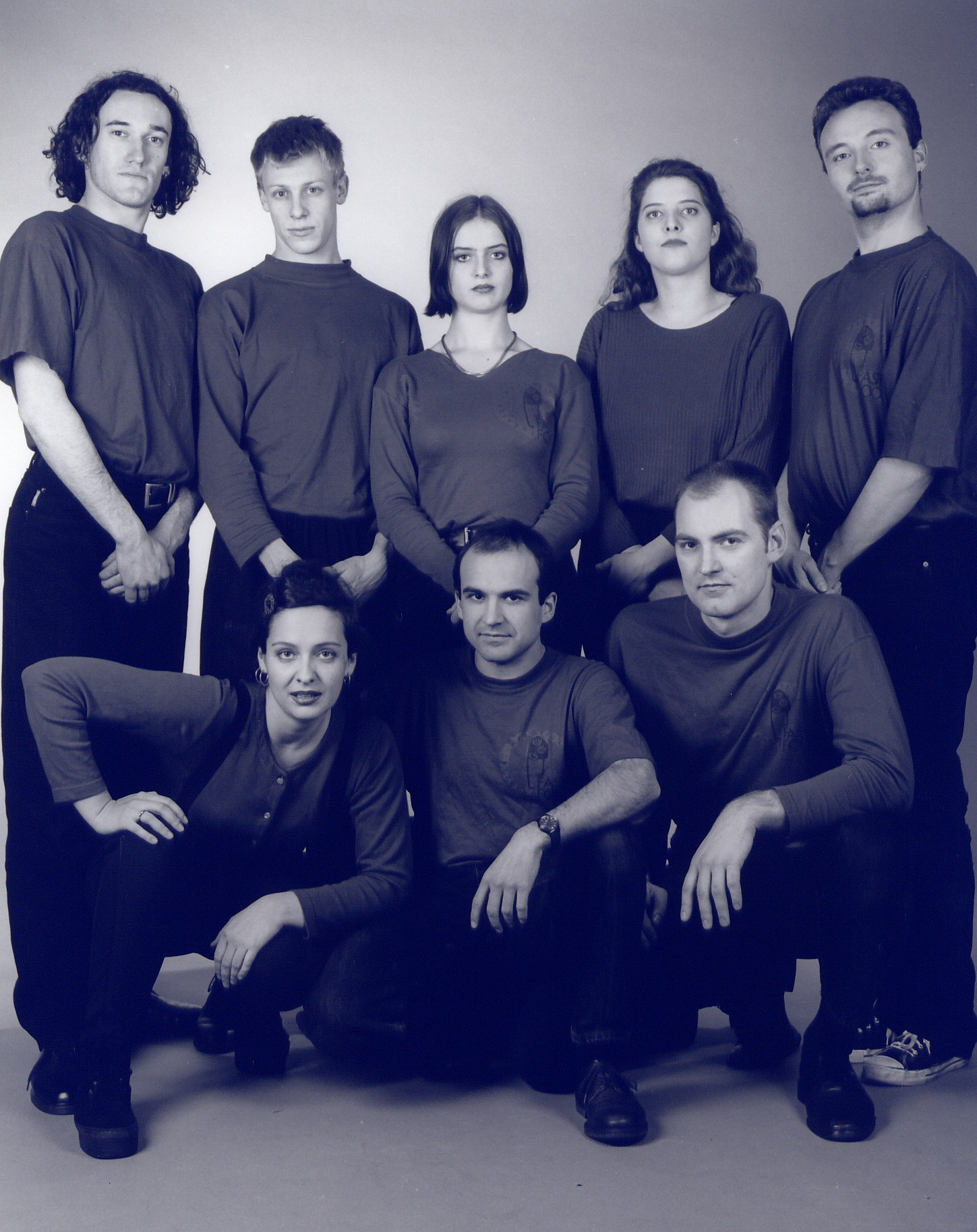
Das Ensemble des Fastfood Theaters 1994 (untere Reihe, v. l. n. r.: Susanne Brantl, Andreas Wolf, Roland Trescher; obere Reihe, v. l. n. r.: Jörg Schur, Tim Proetel, Karin Brandstetter [heute verh. Krug], Gabriele Heller, Matthias Brandebusemeyer)

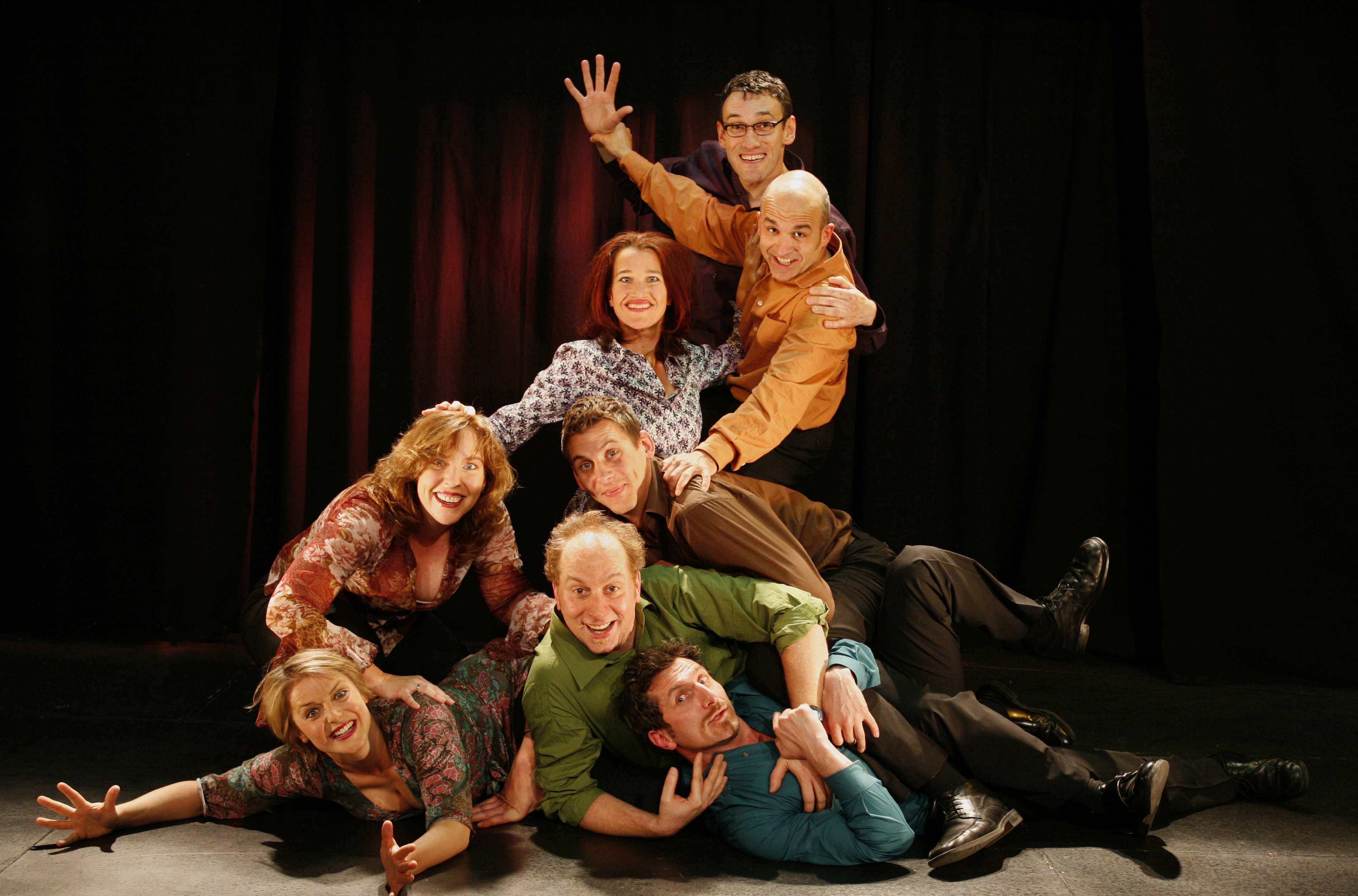
Das Ensemble des fastfood theaters im Mai 2007 (unterste Reihe, v. l. n. r.: Karin Krug, Martin Cambeis, Tim Seyfi; zweite Reihe von unten, v. l. n. r.: Monika Eßer-Stahl, Robert Lansing; zweite Reihe von oben, v. l. n. r.: Maria Maschenka, Andreas Wolf; oberste Reihe: Jörg Schur)

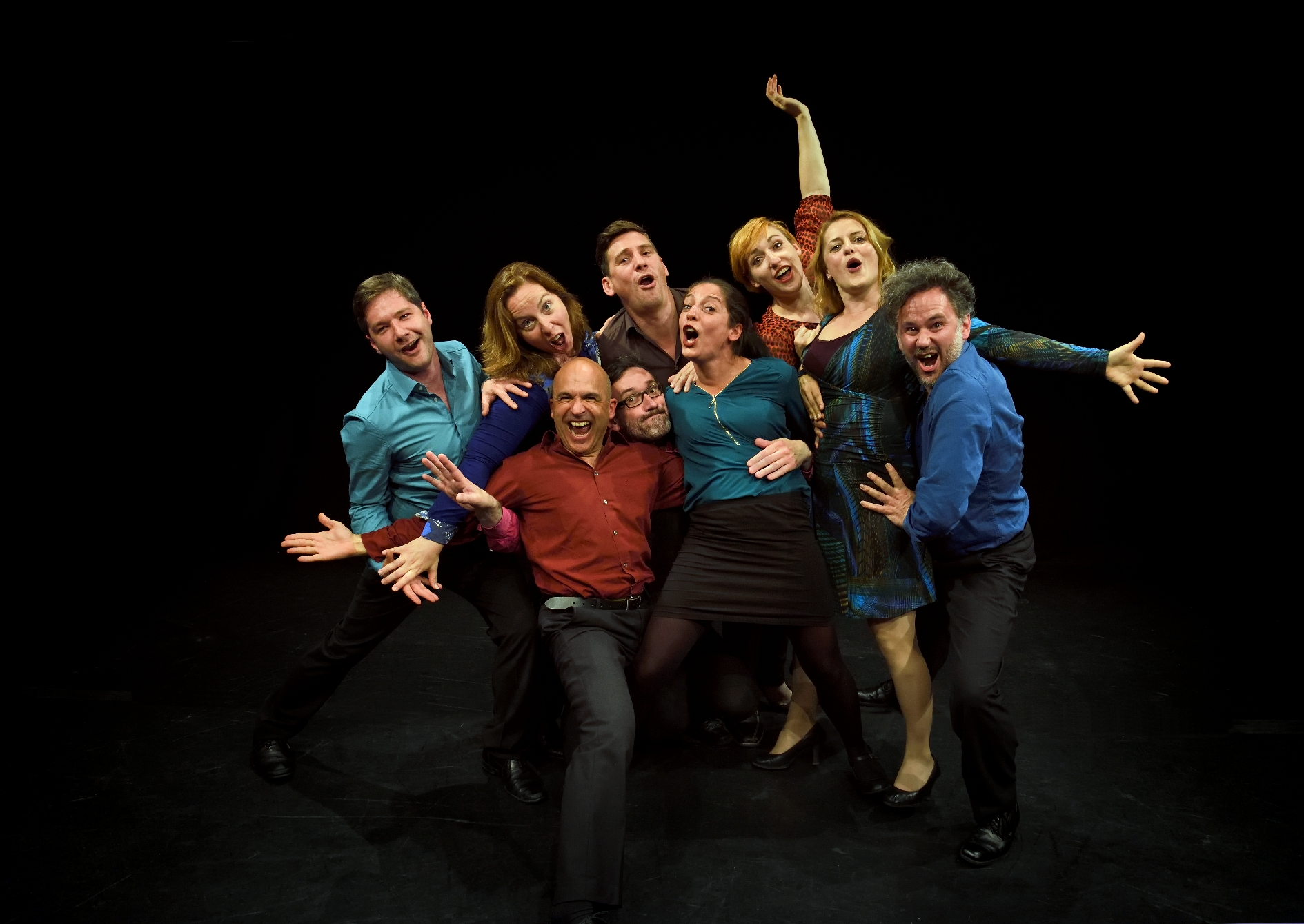
Das Ensemble des fastfood theaters 2016 (v. l. n. r.: Tom Ditz, Monika Eßer-Stahl, Andreas Wolf, Jörg Schur, Robert Lansing, Marianna Ölmez, Christine Sittenauer, Karin Krug, Markus Zett) / Foto: Volker Derlath

Das fastfood theater wurde 1992 als erstes Improvisationstheater in München gegründet und ist damit eine der ersten deutschsprachigen Improvisationstheatergruppen. Zwei Jahre später folgte die Gründung der ersten Schule für Improvisationstheater in Deutschland. Seither setzt das fastfood theater immer wieder neue künstlerische Impulse und hat damit bis heute Einfluss auf die Entwicklung und Verbreitung von Improvisationskunst und Improvisationstechniken im deutschsprachigen Raum.
Zwei der Gründungsmitglieder, Karin Krug und Andreas Wolf, führen das fastfood Improvisationstheater bis heute. Sie und ihr Ensemble spielen – deutschlandweit und international – Theater- und Firmenshows, unterrichten in der fastfood Improschule und geben Workshops und Trainings für Unternehmen und Institutionen. Seit April 2020 haben sie das Repertoire auf Online-Impro-Shows und Online-Fortbildungen erweitert.

## Story
| 1992 Das fastfood theater entsteht: Unter der Leitung von Christopher Balme von Studierenden der Theaterwissenschaft an der Ludwig-Maximilians-Universität München gegründet. Erste öffentliche Auftritte im Münchner Theater Heppel & Ettlich. Gründung des ersten Improvisationstheaters in München mit dem Namen fastfood theater Improvisation e.V. . Gründungsmitglieder: Karin Brandstetter (heute verh. Krug), Andreas Wolf, Roland Trescher, Susanne Brantl, Bernhard Ulrich und Gabriele Heller. |
| 1993 Teilnahme an der „1. Deutschen Meisterschaft im Theatersport“ in Dortmund. |
| 1994 Gründung der ersten Schule für Improvisationstheater in Deutschland (heute: Improschule). Seither regelmäßige Auftritte in der Kresslesmühle Augsburg und der Alten Mälzerei Regensburg. Bayernweite Auftritte. |
| 1995 Gewinner der „2. Deutschen Improtheater Meisterschaft“, Austragungsort: Hamburg. |
| 1996 Gastgeber des „1. Internationalen Improvisationstheaterfestivals“ mit u. a. Keith Johnstone. Teil des Festivals ist die „3. Deutsche Meisterschaft im Theatersport“, Austragungsort: München, das fastfood theater gewinnt erneut den Titel. Aus der Begleitung des Festivals durch die Regisseure und Filmproduzenten Haro Senft und Gerald Fritzen entsteht der Dokumentarfilm „Wie das Leben spielt“.                                                                                             |
| 1999 "Masks and Improv" (Regie: John Wright), Koproduktion mit Opera Circus in London, führte 2002 zur Kooperation "The Case" in London. Auszeichnung: Kinder- und Jugendtheaterpreis (für „Zick Zack“) und Publikumspreis (für "Best of Impro") der Bayerischen Theatertage. |
| 2000 Gewinner der „4. Deutschen Meisterschaft im Theatersport“, Austragungsort: Nürnberg. |
| 2002 Gründung des ersten deutschsprachigen Opern-Impro-Ensembles "opera players" durch Andreas Wolf und den Musiker Michael Armann, das ab 2008 unter dem Namen „La Triviata“ auftritt. |
| 2003 Lehrauftrag für Andreas Wolf im Fach Improvisation an der Bayerischen Theaterakademie August-Everding. Gründung der türkischen Improvisationstheatergruppe Impro à la turka durch Yusuf Demirkol für das fastfood theater bis 2007. |
| 2004 Der „fastfood Improcup“ wird vom fastfood theater ins Leben gerufen. Ein seither jährlich stattfindendes, internationales Improvisationstheaterfestival, Austragungsort: München. Die "opera players" gastieren beim internationalen Theaterfestival Zdarzenia in Tczew/Polen. Erste „Impro Summer School“ in Ungarn. |
| 2005 Lehrauftrag an der Akademie für Lehrerfortbildung und Personalführung in Dillingen. |
| 2006 Gründung der impro company GbR mit Spezialisierung auf Trainings, Coaching und Eventgestaltung im B2B-Bereich für Institutionen und Unternehmen. |
| 2007 Geburtstagsshow zum 15-jährigen Bestehen mit einer improvisierten Jubiläumsrede vom damaligen Münchner Oberbürgermeister Christian Ude. Auszeichnung: AZ-Stern der Woche für „Die Montagsshow“. |
| 2009 Deutscher Meister bei der 5. und letzten „Deutschen Meisterschaft im Theatersport“, Austragungsort: Berlin. |
| 2011 Jährlich stattfindendes Format über die bayerische Lebensart „Bayerische Volksimpro“. Aufführungen mit „Theater à la carte“ für die BMW-Welt München. |
| 2012 „Das Globalisierungsquiz“ für den Weltsalon auf dem Tollwood-Winterfestival. |
| 2013 Für das Goethe-Institut in Polen. |
| 2014 "Munich in a Nutshell" – englischsprachiges Showformat für das Wirtshaus im Schlachthof München. |
| 2015 Für das Goethe-Institut in Istanbul. Gemeinsam mit kairosis e.V. das Workshop- und Auftrittsprojekt „ImpRoma – Hier sind wir!“ mit Münchner Sinti- und Roma-Kindern unter Schirmherrschaft von Marianne Sägebrecht, Aufführungen in den Münchner Kammerspielen, in der Black Box im Münchner Gasteig und in Berlin, festgehalten im Dokumentarfilm "Hier sind wir! – Sinti- und Romakinder proben den Auftritt." von Claus Strigel.                                                                  |
| 2016 wöchentliche Montagsshows "Best of Life" im Münchner Wirtshaus im Schlachthof. Neues Konzept: Räume als Impulsvorgabe, u. a. „ZeitRaumStadt“ in der Alten Anatomie München, „Themenshow“ in der Ausstellung „Expressionisten“ im Buchheim Museum in Bernried, "stage invasion" im Stadttheater Ingolstadt. |
| 2017 25 Jahre fastfood theater mit Jubiläumsgalashow. Das fastfood theater gewinnt das Impro-Ländermatch gegen den österreichischen Theatersport-Meister Theater im Bahnhof. |
| 2018 Teilnahme am Münchner FAUST-Festival in Kooperation mit der Buchhandlung Hugendubel. Konzept „München erzählt“ in Zusammenarbeit mit der Landeshauptstadt München: fastfood improvisiert Geschichten aus den Stadtvierteln. |
| 2019 „Schiller trifft Impro“ in der Buchhandlung Hugendubel. Für das Goethe-Institut in Mexiko. „25 Jahre fastfood theater in Regensburg“ – Gala in der Alten Mälzerei. |
| 2020 im Corona-Lockdown: Online-Impro-Show „Die Kunst der Stunde“ per Videokonferenz. Online-Workshops für Lehrkräfte und Deutschlernende an den Goethe-Instituten Indien, Polen, Bulgarien, Türkei. Online-Improshows, -Coachings und -Fortbildungen für Unternehmen und Institutionen. |
| 2021 März 2021: der 1.000ste „Kunst der Stunde“-Zuschauer. Online-Improshow "Chat 'n' Play" per Livestream aus dem Kleinen Theater Haar. |
| 2022 30 Jahre fastfood Improvisationstheater |

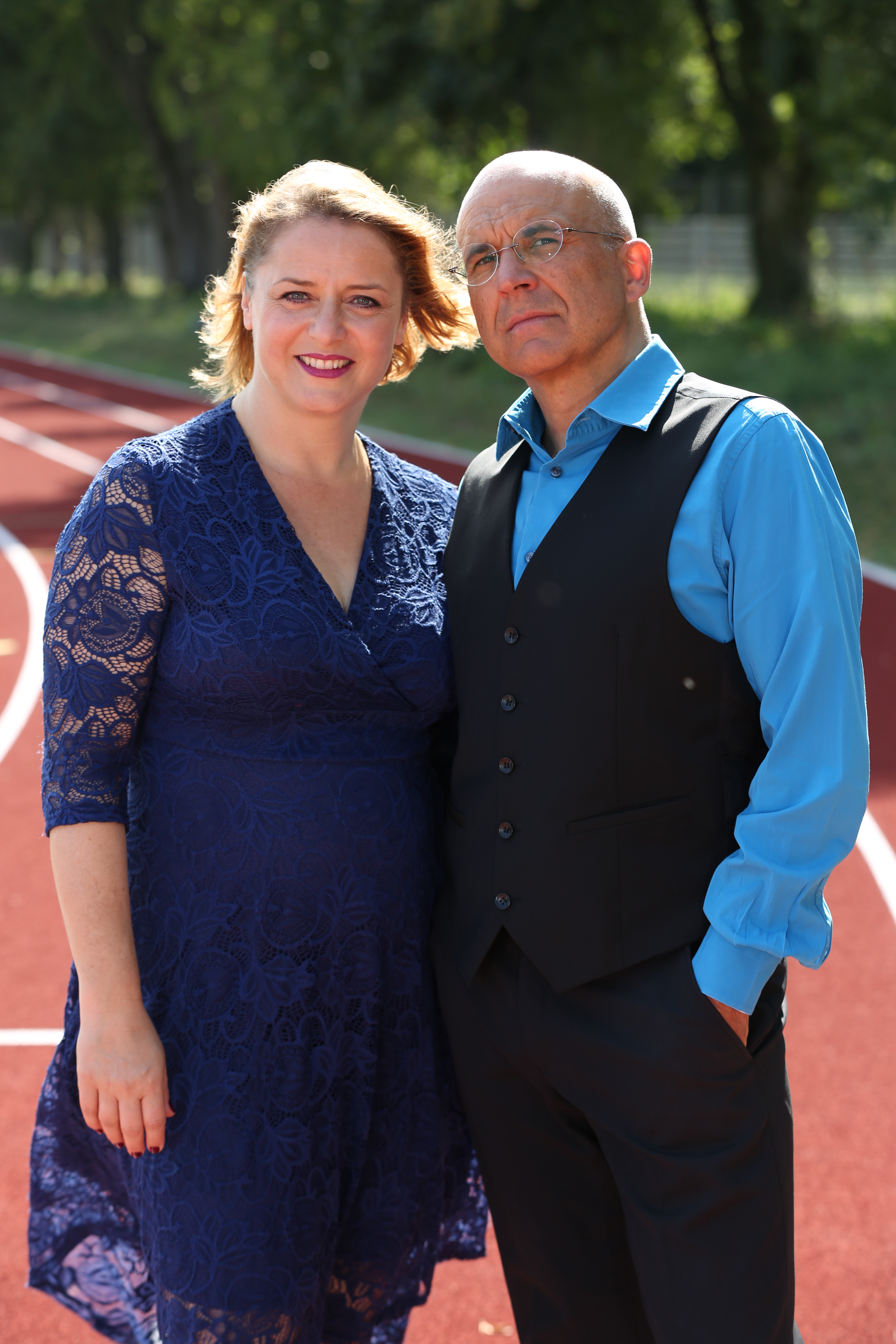
Karin Krug und Andreas Wolf, die Leiter des fastfood theaters, 2020 (Foto: Sigi Müller)

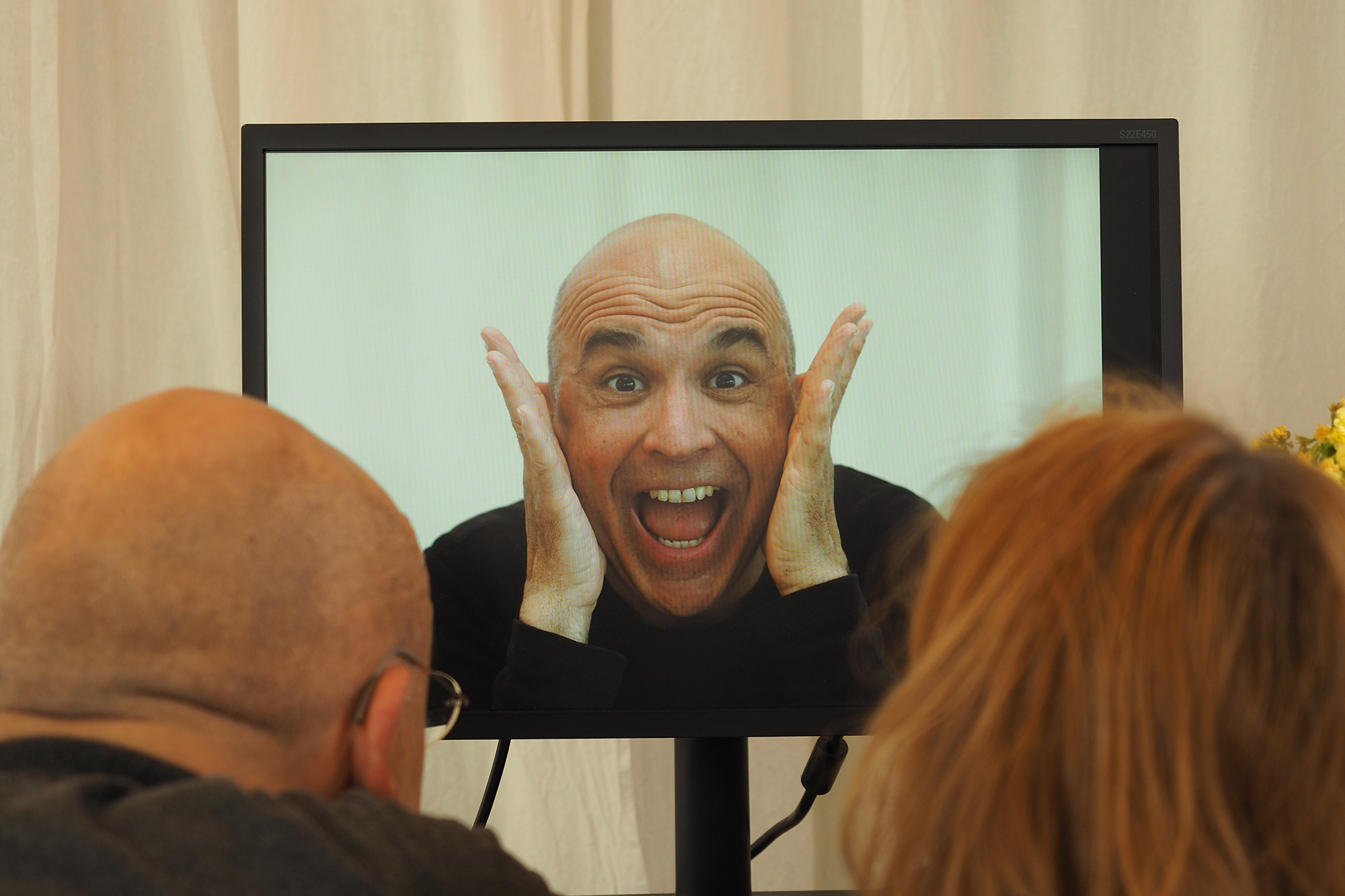
„Die Kunst der Stunde“ 2020, entwickelt von Karin Krug und Andreas Wolf (Foto: fastfood Theater)

## Ensemble

### Schauspieler
- Karin Krug (seit 1992, Gründungsmitglied, Leitung des fastfood theaters gemeinsam mit Andreas Wolf)
- Andreas Wolf (seit 1992, Gründungsmitglied, Leitung des fastfood theaters gemeinsam mit Karin Krug)
- Jörg Schur (seit 1993)
- Robert Lansing (seit 1999)
- Monika Eßer-Stahl (seit 2002)
- Markus Zett (seit 2011)
- Christl Sittenauer (seit 2013)
- Tom Ditz (seit 2014)
- Daniel Holzberg (seit 2015)

### Musiker
- Norbert Bürger (seit 1995)
- Michael Armann (seit 1996)
- Michael Gumpinger (seit 2005)
- Simon Mack (seit 2014)
- Lukas Maier (seit 2014)

## Presse
- Gastbeitrag in der SZ-Serie „Bühne? Frei!“

- Münchner Merkur zu „ImpRoma“

- Mucbook zu „ImpRoma“

- Artikel von F. R. Fischer auf mucbook

- Interview von Florian Kinast mit Karin Krug und Andreas Wolf, Abendzeitung vom 27. Mai 2020

- Artikel von F.R. Fischer auf mucbook zu „Kunst der Stunde“

- Rezension im Münchner Merkur

- Süddeutsche Zeitung, Landkreis München, Haar

- Süddeutsche Zeitung, München

- Süddeutsche Zeitung, Landkreis Dachau

- in-Magazin München